# بيل فيولا (لاعب كاراتيه)
بيل فيولا (بالإنجليزية: Bill Viola)‏ هو لاعب كاراتيه أمريكي، ولد في 5 نوفمبر 1947.